# Kogenheim
Kogenheim is een gemeente in het Franse departement Bas-Rhin (regio Grand Est). De gemeente maakt deel uit van het arrondissement Sélestat-Erstein. Kogenheim telde op 1 januari 2022 1.206 inwoners.

## Geschiedenis
Kogenheim behoorde tot het kanton Benfeld. Bij de kantonale herindeling werd het kanton opgeheven en Kogenheim werd vanaf 1 januari 2015 ondergebracht in het kanton Erstein. 

## Geografie
De oppervlakte van Kogenheim bedroeg op 1 januari 2022 11,77 vierkante kilometer; de bevolkingsdichtheid was toen 102,5 inwoners per km². 

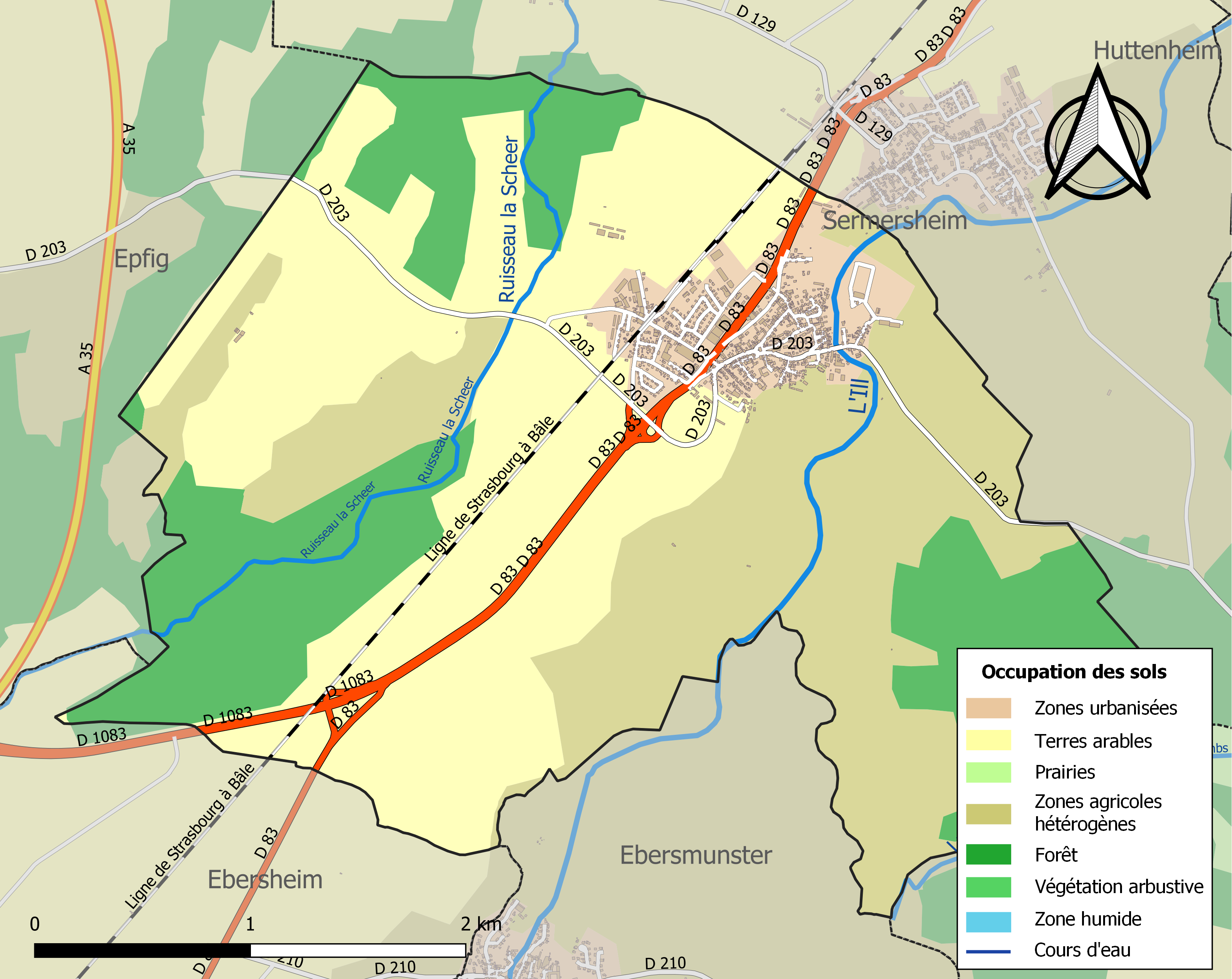
Kaart van de gemeente met de belangrijkste infrastructuur, bodemgebruik en omliggende gemeenten

## Demografie
Onderstaande figuur toont het verloop van het inwonertal (bron: INSEE-tellingen).

## Verkeer en vervoer
In de gemeente staat het spoorwegstation Kogenheim.